# Balanerpeton
Balanerpeton es un género extinto de temnospóndilo representado por una única especie (Balanerpeton woodi) descubierta por Stanley Wood en East Kirkton, Escocia. Características únicas del Balanerpeton incluyen la presencia de fosas nasales grandes y externas, una cavidad grande del interpterigoideo y una oreja con membrana timpánica y estribo parecido a una vara. La morfología de su estribo sugiere que Balanerpeton era capaz de oír sonidos de altas frecuencias. Balanerpeton no posee línea lateral ni un sistema branquial osificado. Su método de respiración principal era probablemente bucal (tragando aire a través de la boca) más que costal (expandir el volumen del pecho para tomar aire), indicado por sus costillas, las cuales eran rectas y reducidas.